# ألان إبراهام
ألان إبراهام هو سياسي كندي، ولد في 1 فبراير 1931. انتخب نائب حاكم نوفا سكوشا ‏ (1984 – 1989).